# Square

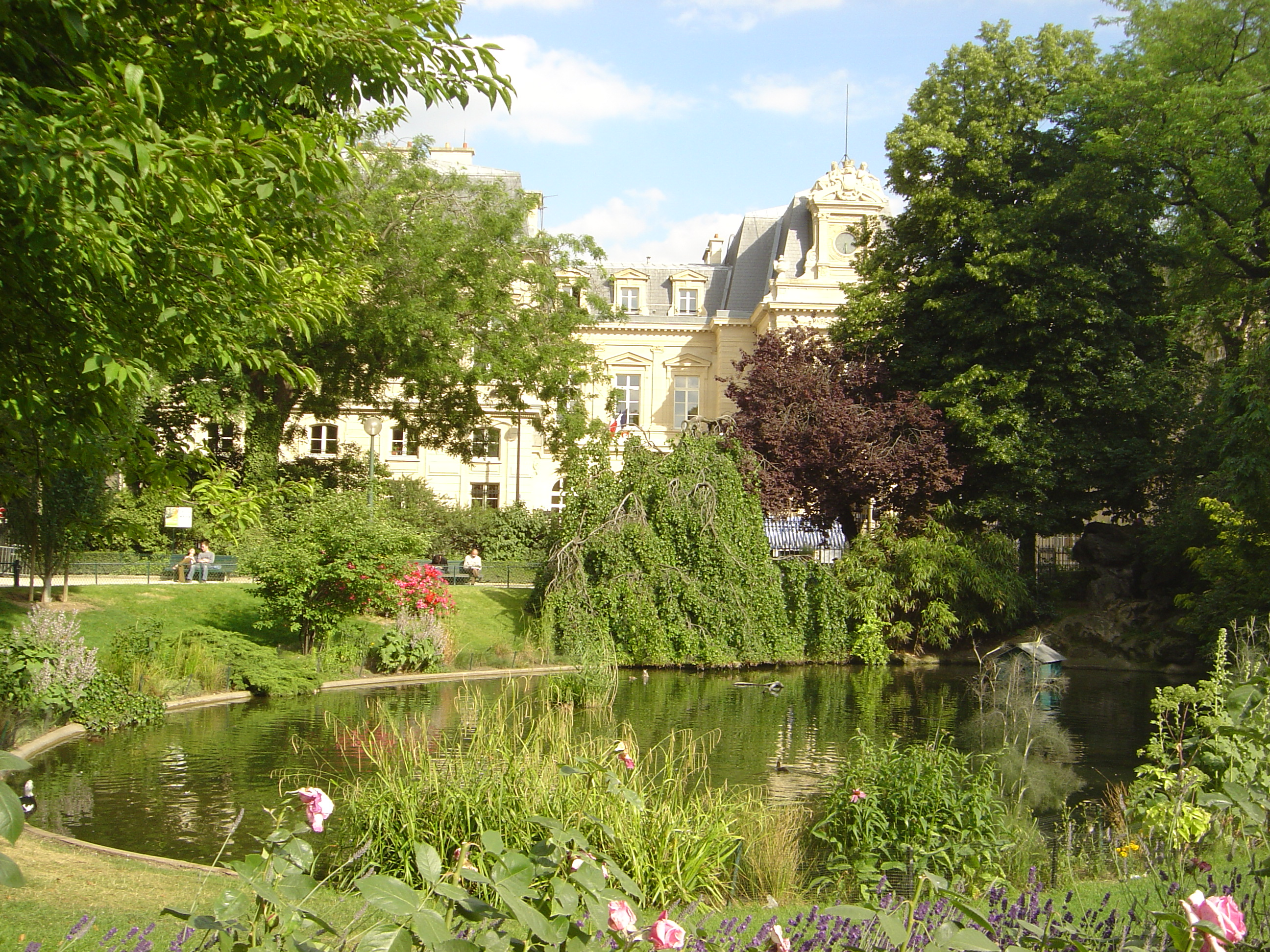
Square du Temple v Paříži, v pozadí radnice 3. obvodu

Square (původně z anglického náměstí) je ve frankofonních zemích označení pro malé náměstí, často čtvercového půdorysu, které je vždy doplněno veřejnou zelení. Tato squares tak doplňují městské parky, zahrady nebo aleje. Byla, případně jsou projektována, aby narušovala monotónnost městské obytné zástavby.
Prostor věnovaný automobilové dopravě je omezen pouze na silnice vedoucí po okrajích náměstí a jeho střed je určen pěším. Náměstí však může být také celé vyhrazeno parku s pěší zónou. Zelená plocha uprostřed square je obvykle obehnána mříží, která se na noc uzamyká. V tomto prostoru je také zakázáno venčit psy.
V podobném významu jsou v Polsku termínem skwer nazývána malá naměstí/parky nebo sady nebo spíše jejich kombinace.

## Historie
Termín square (v angličtině náměstí) přišel do Francie v 19. století z Velké Británie, kde se jím od 18. století označovalo náměstí uprostřed obytných budov v rozšiřující se městské zástavbě.
Ve Spojeném království měla tato squares svou společenskou funkci. Mohl to být společný prostor nebo dvůr (obvykle čtvercový), který ovšem mohli používat pouze obyvatelé okolních domů. Zpočátku sloužily k sušení prádla, klepání koberců a podobným praktickým činnostem, ovšem postupně je majitelé domů přetvářeli na zahrady a parky.
Termín square byl ve Francii zaveden během druhého císařství, kdy byl baron Haussmann pověřen rozsáhlou přestavbou Paříže. Inženýr Jean-Charles Alphand, zahradník Jean-Pierre Barillet-Deschamps a architekt Gabriel Davioud při této příležitosti vytvořili ve městě síť parků a zahrad a 24 squares spojených bulváry osázenými stromy.